# Charanguero
Se llama charanguero a un barco utilizado en Andalucía para el tráfico entre puertos. 
Carece de cubierta y solo tiene un palo a proa con una vela al tercio y otros aparejos sencillos. 